# Karriere in Paris
Karriere in Paris ist ein deutscher Spielfilm der DEFA von Hans-Georg Rudolph und Georg C. Klaren aus dem Jahr 1952 nach Motiven des Romans Vater Goriot von Honoré de Balzac aus dem Jahr 1835.

## Handlung
Während der Zeit der Restauration trifft der junge Baron Eugène von Rastignac in Paris ein. Auf seinem Weg zur Pension Vauquer begegnet er der jungen Wäscherin Yvette, die auf Grund seiner Kleidung sofort erkennt, dass er nicht zur besseren Gesellschaft gehört. Eugène erklärt ihr, dass seine Eltern verarmt sind und er nach Paris kommt, um hier Karriere zu machen und dafür zu arbeiten und zu studieren. In einer ärmlichen Pension wird er bereits erwartet und er lässt sich das billigste Zimmer unter dem Dach geben. Er lernt seinen Mitbewohner Vautrin kennen, der ihm erklärt, dass er, mit seinem Aussehen, in Paris andere Möglichkeiten hat, ein anerkanntes Mitglied der gehobenen Gesellschaft zu werden und meint damit die reichen Frauen.
In der gleichen Pension wohnen auch Victorine Taillefer, die enterbte Tochter eines Millionärs mit ihrer Tante und Vater Goriot, ein mittelloser ehemaliger Nudelfabrikant und Wucherer, der sein gesamtes Vermögen seinen Töchtern vermacht hat, die hier für seine Liebhaberinnen gehalten werden. Da er nun verarmt ist, muss er auch in eine der billigen Kammern der Pension umziehen, was seine Töchter nicht davon abhält, ihn weiterhin auszunehmen. Eine der beiden ist Anastasie Gräfin Restaud, die Rastignac in den ersten Tagen, mit einer Empfehlung seiner Cousine, der Gräfin Beauséant, besucht und in deren Hausflur er auch Vater Goriot sieht. Als er diese Beobachtung während der Unterhaltung erwähnt, wird er höflich aufgefordert, wieder zu gehen. Anschließend geht er zum Antrittsbesuch zu seiner Cousine, der er die Geschichte erzählt und die ihn aufklärt, dass dieser Name im Hause Restaud nicht genannt werden darf. Von ihr erfährt Eugène auch, dass Goriots zweite Tochter Delphine den reichen Bankier Nucingen heiratete, der aber nicht gesellschaftsfähig wäre, da er keinen Adelstitel besitzt. Bei diesem Gespräch bekommt er zum zweiten Mal den Hinweis, dass einem Mann in Paris nur eine Liebschaft mit einer reichen Frau gesellschaftlich vorwärtsbringt, weshalb die Gräfin ein Treffen mit Delphine arrangieren wird.
Wieder zurück in der Pension wartet Yvette auf Eugène und flickt seine Hemden. Sie hat sein Zimmer aufgeräumt und will nun seine Wäsche zum Waschen mitnehmen. Beide freuen sich bei der Verabschiedung auf ihr nächstes Treffen. Doch zuvor wird während einer Veranstaltung Eugène mit Delphine bekannt gemacht, die anschließend gemeinsam mit ihrer Kutsche nach Hause fahren. Während der Fahrt bittet sie ihn, um 1000 Franc, die sie für ein neues Kleid benötigt. Da er aber kein Geld hat, bekommt er von ihr 100 Franc um diese in einer Spielbank beim Roulette einzusetzen, was er auch macht. Hier gewinnt Eugéne über 5000 Franc und übergibt diese Delphine. Am nächsten Abend gehen Eugène und Yvette zum Tanz, um anschließend gemeinsam in der Pension die Nacht zu verbringen. Die beiden sind jetzt ein Paar, auch wenn Eugène immer wieder zu Delphine geht, die verlangt, dass er sich auf jeden Fall modernere Kleidung zulegen soll. Um das zu ermöglichen, bietet ihm Yvette sogar ihr Erspartes an. Eines Abends, er ist wieder Gast beim Ehepaar Nuncingen, muss der Bankier überraschend für zwei Tage geschäftlich verreisen, bleibt Eugène über Nacht bei dessen Frau, während Yvette in der Pension auf ihn wartet. Hier verrät ihr Vater Goriot, dass ihr Freund in seine Tochter verliebt ist und sie nicht auf ihn warten braucht. Am nächsten Morgen will sie mit Madame Nuncingen darüber sprechen, als Eugène aus deren Schlafzimmer kommt.
In der Pension macht Vautrin dem jungen Baron nun den nicht uneigennützigen Vorschlag, erst einmal reich zu werden, bevor er daran denkt, sich zu amüsieren. Er erzählt ihm die Geschichte der gemeinsamen Mitbewohnerin Victorine Taillefer, die Alleinerbin von 6 Millionen Franc werden würde, wenn ihr Bruder nicht mehr am Leben wäre und die er heiraten könnte. Vautrin hat auch gleich einen Vorschlag, wie der junge Taillefer um das Leben kommen könne. Er möchte dafür nur 200 000 Franc haben, damit er nach Amerika ausreisen kann. Er erzählt aber nicht, dass er als entflohener Sträfling in Frankreich gesucht wird, dafür fängt er aber sofort an, ein Duell zu organisieren, welches Taillefer nicht überleben soll. Von Rastignac lässt er sich dieses Abkommen während einer Feier in der Pension, bei der sich Victorine und Eugène näherkommen, in einem Vertrag unterschreiben. Am nächsten Morgen wird der junge Taillefer beim Duell erschossen und Victorine wird umgehend von ihrem Vater als Alleinerbin anerkannt. Am gleichen Morgen verhaftet die Polizei Vautrin, da durch den bezahlten Verrat eines Mitbewohners dessen wahre Identität aufgedeckt wird. Zur gleichen Zeit verliert Vater Goriot seine letzten ihm noch zur Verfügung stehenden Mittel an seine beiden bettelnden Töchter.
Am gleichen Abend findet ein lang ersehnter Ball bei der Gräfin Beauséant statt, zu dem auch Eugène und Delphine eingeladen sind und bei dem auch die Gräfin Restaud anwesend ist. Als die beiden Schwestern die Nachricht erhalten, dass ihr Vater im Sterben liegt, ist ihnen der Ball wichtiger, den sie nicht verlassen wollen. Nach dieser Nachricht sieht Vater Goriot endlich ein, seine Töchter umsonst verwöhnt zu haben und verflucht sie im Angesicht des Todes. Der Polizeipräsident von Paris erscheint als verspäteter Gast auf dem Ball und berichtet, dass bei dem festgenommenen Vautrin ein Vertrag gefunden wurde, der auf eine indirekte Beteiligung Baron Rastignacs am Tod Taillefer schließen lässt. Wenn auch dieser Vertrag nicht für seine Verhaftung ausreichend ist, so ist doch eine moralische Schuld erkennbar. Diese Nachricht verbreitet sich rasend schnell auf dem Ball und Eugène wird von den Anwesenden, so auch Delphine, umgehend gemieden. Auch seine Cousine und Victorine wenden sich von ihm ab, so dass nur noch das Verlassen von Paris für ihn die einzige Möglichkeit bleibt.

## Produktion und Veröffentlichung
Karriere in Paris wurde als Schwarzweißfilm unter dem Arbeitstitel Vater Goriot nach der gleichnamigen Romanvorlage gedreht, für die Dramaturgie war Marieluise Steinhauer verantwortlich. Die Bauten schuf Willy Schiller und die Produktionsleitung übernahm Adolf Fischer.
Der Film wurde ursprünglich von Georg C. Klaren inszeniert. In Folge des schwelenden Formalismusstreits wurde Karriere in Paris von der DEFA-Kommission kritisiert. Sie beanstandete den Film als zu düster und bemängelte das Fehlen eines progressiven gesellschaftlichen Gegengewichts. Mit den geforderten Nachaufnahmen wurde anstelle des erkrankten Georg C. Klaren von der DEFA der Schauspieler Hans-Georg Rudolph beauftragt.
Der Film hatte am 25. Januar 1952 in den Berliner Kinos Babylon sowie DEFA-Filmtheater Kastanienallee eine Doppelpremiere. Die Erstausstrahlung im Offiziellen Versuchsprogramm des Fernsehzentrums Berlin erfolgte am 25. November 1954.

## Kritik
Smolk meinte in der Neuen Zeit:

„Die Regisseure Georg C. Klaren und Hans-Georg Rudolph haben einen Pariser Sittenfilm aus der Restaurationszeit zustande gebracht. Einen Film, der realistisch, nie karikaturistisch die untergangsreife Pariser Oberschicht vor etwa 130 Jahren aufs Korn nimmt, ihre Geldgier und Genußsucht, ihre Käuflichkeit und ihren Klassencharakter. Den morbiden Gestalten des Balzacschen Romans wurde in der armen kleinen Wäscherin Yvette quasi eine „Vertreterin des arbeitenden Volkes“ beigesellt, wodurch Balzac keineswegs Gewalt angetan wird.“

Hans Ulrich Eylau äußerte sich in der Berliner Zeitung wie folgt:

„Kein großer Film, wenn man ihn als Ganzes sieht, auch kein sehr wichtiger oder bedeutender. Aber er ist sauber gearbeitet und kommt dem berechtigten Unterhaltungsanspruch des Publikums, leider unter Verzicht auf Tiefe der gesellschaftlichen Kritik, entgegen.“

Der Filmdienst bemängelt die dramaturgische Schlüssigkeit des Films, obwohl er eine handwerklich akzeptable Lektion in Gesellschaftskritik erteilt. Besonders wird die Rollengestaltung Ernst Legals als, von seinen Töchtern verlassenen, Wucherer hervorgehoben.